# Тиайнен, Арто
Арто Тиайнен (фин. Arto Tiainen; 5 сентября 1930, Савонлинна, Миккели — 21 сентября 1998, Миккели, Восточная Финляндия) — финский лыжник, многократный призёр Олимпийских игр и чемпионатов мира. 

## Карьера
На Олимпийских играх 1956 года в Кортина-д’Ампеццо занял 26-е место в гонке на 15 км.
На Олимпийских играх 1960 года в Скво-Вэлли, был 18-м в гонке на 30 км.
На Олимпийских играх 1964 года в Инсбруке, завоевал серебро в эстафетной гонке и бронзу в гонке на 50 км, а также занял 13-е место в гонке на 30 км.
На Олимпийских играх 1968 года в Гренобле был 16-м в гонке на 30 км.
За свою карьеру на чемпионатах мира завоевал две медали, бронзовую в эстафете на чемпионате мира-1958 в Лахти, и серебряную в гонке на 50 км на чемпионате мира-1966 в Осло.
На чемпионатах Финляндии побеждал 11 раз, 1 раз в гонке на 15 км, 3 раза в гонках на 30 км, 4 раза в гонке на 50 км и 3 раза в эстафете. 
Во время и после завершения спортивной карьеры служил в полиции. В период с 1968 по 1972 годы был главным тренером сборной Финляндии по лыжным гонкам. Был членом социал-демократической партии Финляндии и в 1970 году был депутатом финского парламента от города Миккели. В дальнейшем занимался торговлей спортивными товарами.